# Gerstetten
Gerstetten település Németországban, azon belül Baden-Württembergben. Lakosainak száma 11 852 fő (2023. december 31.).

## Népesség
A település népessége az elmúlt években az alábbi módon változott:
| Lakosok száma | 9062 | 9744 | 9966 | 10 058 | 10 374 | 11 358 | 12 063 | 12 010 | 11 579 | 11 852 |
|               | 1961 | 1967 | 1974 | 1980   | 1987   | 1993   | 2000   | 2006   | 2013   | 2023   |